# استقلال المدقق
استقلال مدقق الحسابات هو مفهوم يشير إلى استقلال المدقق الداخلي أو المدقق الخارجي عن الأطراف التي قد يكون لها مصلحة مالية في العمل الجاري تدقيقه. يتطلب الاستقلال نزاهة وانتهاج نهج موضوعي في التدقيق، ولا بد أن يؤدي المدقق عمله بحُرية وموضوعية.
استقلال المدقق الداخلي أي استقلاله عن الأطراف التي قد تضرّ نتائج التدقيق بمصالحها. مشكلات الإدارة الداخلية هي تحديدا: اختلال إدارة المخاطر، واختلال الرقابة الداخلية، وسوء الحوكمة. يتيح كل من «ميثاق التدقيق» والإبلاغ إلى «لجنة تدقيق» الاستقلالَ عن الإدارة. وتساعد القواعد السلوكية الخاصة بالشركة (وبمهنة التدقيق الداخلي) على الاستقلال عن المورِّدين والعملاء والأطراف الخارجية... إلخ.
استقلال المدقق الخارجي أي استقلاله عن الأطراف التي لها مصلحة في النتائج التي تُنشر في البيانات المالية. يتاح الاستقلال عن الإدارة عن طريق: العقد، والإحالة العَقدية إلى معايير المحاسبة العمومية، ودعم «لجنة تدقيق» الشركة العميلة والاتصالُ بها. وتساعد القواعد السلوكية الخاصة بمهنة «المحاسبة العمومية» على الاستقلال عن المورِّدين والعملاء والأطراف الخارجية... إلخ.
تتعقد المشكلات الداخلية والخارجية عندما توفر أقسام الشركة المستقلةُ اسميًّا المحاسبةَ والاستشارة. أُصدر قانون ساربينز أوكسلي في 2002 استجابةً لتلك المشكلات.
يدور أغلب هذه المقالة حول استقلال المدقق القانوني (المعروف أيضا بالمدقق الخارجي). أما استقلال «المدقق الداخلي» فمذكور في: مقالة «المدير العام للتدقيق» (بند «السلوك الاستقلالي» و«الاستقلال التنظيمي»)، وفي بند «الاستقلال التنظيمي» الذي حلله «معهد المدققين الداخليين».
غاية التدقيق: تعزيز مصداقية البيانات المالية، بتقديم تأكيد كتابي معقول من مصدر مستقل على أن معلومات تلك البيانات صحيحة عادلة وفق المعايير المحاسبية. لن تُبلَغ تلك الغاية إن رأى مستخدِمو التقرير التدقيقي أن المدقق قد يكون متأثرا بأطراف أخرى (بمديري الشركة تحديدا، أو بتضارب المصالح إن كان للمدقق أسهم في الشركة مثلًا). يُعد استقلال المدقق -إلى جانب الكفاءة الفنية- أهم عامل في إثبات مصداقية الرأي التدقيقي.
عادة ما يُشار إلى استقلال المدقق بوصفه «أساس مهنة التدقيق»؛ لأنه أساس ثقة العامة في مهنة المحاسبة. الضوء مسلَّط على هذه المهنة منذ 2000، بعد موجة من الفضائح المحاسبية التي أثرت سلبا في نظرة العامة لاستقلال المدقق.

## أنواع الاستقلال
لاستقلال المدقق ثلاثة جوانب رئيسة:
- الاستقلال البرمجي.
- الاستقلال الاستقصائي.
- الاستقلال الإبلاغي.

أما الاستقلال البرمجي فيحمي قدرة المدقق على اختيار الاستراتيجية الأنسب للتدقيق. لا بد للمدقق أن يكون حرًّا في اتباع طريقة العمل التي يفضلها، وربما تَغير نهجه وتعدل إذا نمت الشركة العميلة وتطورت بأنشطة جديدة. التدقيق مهنة نشطة متواصلة التغيُّر، لا يتوقف فيها استحداث الأساليب والتقنيات النافعة للمدقق، فقد يقرر من ثَم الاعتماد عليها. لا يجوز تثبيط الاستراتيجيات/الأساليب المقترحة التي يقرر المدقق اتباعها أو إعاقتها بأي شكل من الأشكال.
يحمي الاستقلال البرمجي قدرة المدقق على اختيار الاستراتيجية التي يراها مناسبة، في حين أن الاستقلال الاستقصائي يحمي قدرته على تطبيق الاستراتيجية بالطريقة التي يراها ضرورية. لا بد للمدقق أن تُتاح له كل معلومات الشركة بلا استثناء. وعلى الشركة الإجابة عن أي سؤال متعلق بأعمالها ومعالجتها المحاسبية. جمع الأدلة التدقيقية عملية أساسية لا بد منها، لا يُسمح للشركة العميلة بتقييدها بأي شكل من الأشكال.
أما الاستقلال الإبلاغي فيحمي قدرة المدقق على مكاشفة العامة بأي معلومات يرى وجوب الكشف عنها. إن كان مديرو الشركة يضلِّلون المساهمين بمعلومات محاسبية مزورة، فسيبذلون ما بوسعهم لمنع المدقق من تقديم تقرير بذلك. وأمثال هذه الحالة هي التي يُحتمل فيها المساس باستقلال المدقق.

## الاستقلال الحقيقي والاستقلال الظاهري
الاستقلال نوعان يجب التفريق بينهما: استقلال في الباطن (استقلال حقيقي)، واستقلال في الظاهر (استقلال ظاهري). ولا بد منهما معًا لتحقيق أهداف الاستقلال. يشير الاستقلال الحقيقي إلى استقلال المدقق -المدعو أيضًا «استقلال الباطن»-. يدور الاستقلال الحقيقي حول حالة المدقق الذهنية وكيفية تعامُله في موقف معين. يقدر المدقق المستقل «باطنًا» على اتخاذ قرارات مستقلة، وإن افتقر ظاهريًّا إلى الاستقلال، أو وضعه مديرو الشركة في موقف حرج. يصعب جدا معرفة إذا ما كان المدقق مستقلا حقا، لاستحالة مراقبة ما في عقل إنسان وقياس نزاهته. وموضوعية المدقق أيضا يجب ألا تشوبها شائبة، لكن يستحيل كذلك أن يُضمن هذا أو يقاس مع الحفاظ على استقلال المدقق في آن. إذا كان المدقق مستقلا في باطنه، لكن أوحى شيء بعكس هذا، فقد يلقي هذا في قلوب العامة أن التقرير التدقيقي خالٍ من المعلومات الصحيحة المنصِفة. يقلل الاستقلال الظاهري فرص المدقق في سلوك مسلك غير مستقل، وهذا يزيد مصداقية التقرير التدقيقي.

## العلاقة بين المدقق والعميل
دخْل المدقق هو الأُجرة التي تُدفع إليه. بديهي إذن أنه لن يريد فعل شيء يهدد هذا الدخل. وهذا الاعتماد على أجرة العميل قد يؤثر في استقلال المدقق. إذا رأى المدقق أن أجرة العميل أهمّ من مسؤوليته أمام المساهمين، فربما يهمل مراعاة مصلحتهم أثناء التدقيق. وكلما زادت أجرة المدقق، زاد احتمال أن يتهرب من مسؤوليته، وأن يدقق بلا استقلال. قد يؤدي هذا إلى التلاعب بالأرقام ومخالفة المعايير المحاسبية. وإذا أُجري التدقيق بلا استقلال، فقد يضلَّل المساهمون؛ لأن المدقق يتّكل حينئذ على المديرين. لتشجيع المدقق على التزام استقلاله، لا بد من حمايته من مجلس الإدارة. إذا استطاع التزام النزاهة في معالجة الأرقام والبيانات من دون المخاطرة بفقدان عمله، زاد إقباله على العمل باستقلال تام. لكن ما دام العميل هو الذي يحدد مواعيد التدقيق وأجرته، فلن يحوز المدقق استقلاله التام أبدا.
المديرون هم الذين يفاوضون المدقق في عقد التدقيق غالبا، وهذا قد يسبب مشكلات. أحيانا تَعرض شركات التدقيق على المديرين رسوما منخفضة، لضمان تكرار العمل معهم، أو لاستمالة عملاء آخرين. لهذا قد تعجز شركات التدقيق عن إجراء التدقيق على أكمل وجه، لأنها لا تملك حينئذ ما يكفي من المال لتمويل استقصاء شامل. حينها يُحتمل جدا أن فريق التدقيق سيقدم تقريرا ناقصا لم تُستَوْفَ فيه كل الأدلة اللازمة، وهذا سيشكك في استقلالهم.
ما الحالات التي يكون فيها المدقق خاضعا للعميل؟ هذه مسألة شائكة.
يشيع أن تقدِّم شركات التدقيق للشركات العميلة خدمات إضافية إلى جانب التدقيق، كمساعدتها على خفض الرسوم الضريبية، أو تقديم المشورة عند اعتماد نظام حاسوبي جديد. قد تشكك هذه الخدمات الإضافية في استقلال شركة التدقيق، وكلما زادت رسوم تلك الخدمات الإضافية مقارنةً برسوم التدقيق، زاد احتمال مخالفة المعايير التدقيقية، وستَخرج شركة التدقيق من دائرة الاستقلال؛ لأن من مصلحتها أن يكون أداء الشركة العميلة جيدا، لتُواصل جني تلك الرسوم الإضافية. أي إن الشركة ستكون خاضعة للمديرين، ولن يكون لها أي استقلال بعد.